# Форест Медоус
Форест Медоус (енгл. Forest Meadows) насељено је место без административног статуса у америчкој савезној држави Калифорнија.

## Демографија
По попису из 2010. године број становника је 1.249, што је 52 (4,3%) становника више него 2000. године.
| Група             | 2000.         | 2010.         |
| Белци             | 1.115 (93,1%) | 1.155 (92,5%) |
| Афроамериканци    | 0 (0,0%)      | 0 (0,0%)      |
| Азијати           | 8 (0,7%)      | 14 (1,1%)     |
| Хиспаноамериканци | 43 (3,6%)     | 60 (4,8%)     |
| Укупно            | 1.197         | 1.249         |